# アムステルダム・ポート

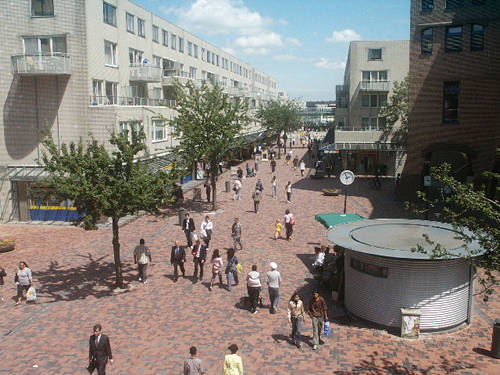
アムステルダム・ポート

アムステルダム・ポート（Amsterdamse Poort）はオランダのアムステルダム市 南東区（Zuidoost）にある大規模ショッピングモールである。

## 概要
アムステルダム・ポートはアムステルダム市内では最大のショッピングモールで、1987年に開業した。店舗数は225。
このショッピングモールはアムステルダム・ビエルマー・アレナ駅の東側に広がっているが、駅西側のサッカー競技場アムステルダム・アレナから続くアレナ大通り（Arena Boulevard）沿いの商業施設の一部をなしている。

## 交通アクセス
- アムステルダム・ビエルマー・アレナ駅（オランダ鉄道、メトロ50,54系統）
- 高速道路A2 Ouderkerk a/d Amstel出口
- 高速道路A10 Duivendrecht出口

## 近隣施設
- Arena Boulevard

アムステルダム・アレナ・スタジアム
ハイネケン・ミュージックホール
ジッゴ・ドーム
Pathé ArenA（シネマコンプレックス）
Media Markt（家電品店）
Perry Sport（ファッション、スポーツ用品）
Prenatal（ファッション）